# John Barber
John Barber, född 27 juni 1927 i Atlanta i Texas, är en amerikansk före detta professionell basketspelare som tillbringade en säsong (1956–1957) i den nordamerikanska basketligan National Basketball Association (NBA), där han spelade för St. Louis Hawks.
Under sin karriär gjorde Barber sju poäng (1,4 poäng per match) och sex rebounds, räddningar från att bollen ska hamna i nätkorgen, på 82 grundspelsmatcher.
Han draftades av Minneapolis Lakers i sjunde rundan i 1956 års draft som 50:e spelare totalt.
Innan Barber blev proffs, studerade han vid California State University, Los Angeles och spelade för Cal State Los Angeles Golden Eagles.
Han är släkt med Jason Sasser, Jeryl Sasser och Marcus Sasser.